# 김재구 (야구인)
김재구(1978년 5월 31일 ~ )는 전직 야구선수의 외야수이다.

## 출신학교
- 휘문고등학교
- 단국대학교 (1997학번)